# Ohlsdorf (Oberösterreich)
Ohlsdorf ist eine Gemeinde in Oberösterreich im Bezirk Gmunden im Traunviertel mit 5348 Einwohnern (Stand 1. Jänner 2025).

## Geografie
Ohlsdorf liegt auf 538 m Höhe im Traunviertel. Die Ausdehnung beträgt von Nord nach Süd 5,7 km, von West nach Ost 7,7 km. Die Gesamtfläche beträgt 27,9 km². 21,9 % der Fläche sind bewaldet, 64,9 % der Fläche sind landwirtschaftlich genutzt.
2021 erfolgte eine Widmungsänderung von rund 18 ha Wald (= 0,65 % des Gemeindegebiets) an der A1 zu Gewerbegebiet und wurde gerodet. Asamer verdiente mit dem Weiterverkauf der Fläche 12 Mio. €. Am 7. Dezember 2023 stellte der Rechnungshof fest, dass die Umwidmung durch das Land "nicht ordnungsgemäß erfolgt" ist.

### Gemeindegliederung
Das Gemeindegebiet umfasst folgende 33 Ortschaften (in Klammern Einwohnerzahl Stand 1. Jänner 2025):
- Aichlham (42)
- Aupointen (81)
- Aurachkirchen (112)
- Edlach (25)
- Edt (25)
- Ehrendorf (322)
- Ehrenfeld (61)
- Föding (27)
- Fraunsdorf (327)
- Großreith (25)
- Hafendorf (33)
- Hildprechting (51)
- Hochbau (390)
- Hochleithen (123)
- Holzhäuseln (53)
- Irresberg (124)
- Kleinreith (503)
- Kohlwehr (8)
- Obernathal (24)
- Oberthalham (212)
- Ohlsdorf (1333)
- Parz (11)
- Peiskam (142)
- Penesdorf (21)
- Preinsdorf (57)
- Purndorf (23)
- Rittham (137)
- Ruhsam (113)
- Sandhäuslberg (245)
- Traich (39)
- Unternathal (41)
- Unterthalham (301)
- Weinberg (317)

Die Gemeinde besteht aus den Katastralgemeinden Ehrendorf, Ehrenfeld, Hafendorf, Nathal, Ohlsdorf und Rittham.
Die Gemeinde liegt im Gerichtsbezirk Gmunden.

### Nachbargemeinden
Im Norden und Westen grenzt Ohlsdorf an den Bezirk Vöcklabruck, an die Gemeinden Desselbrunn bzw. Regau, im Südwesten grenzt es an Pinsdorf, im Süden an Gmunden. Die Ostgrenze bildet die Traun. Hier grenzt Ohlsdorf an Laakirchen und Gschwandt.
| Regau (Bezirk Vöcklabruck) | Desselbrunn (Bezirk Vöcklabruck)            |                         |
|                            | Kompassrose, die auf Nachbargemeinden zeigt | Laakirchen              |
| Pinsdorf                   | Gmunden                                     | Gschwandt (bei Gmunden) |

## Geschichte
Ursprünglich im Ostteil des Herzogtums Bayern liegend, gehörte der Ort seit dem 12. Jahrhundert zum Herzogtum Österreich. Seit 1490 wird er dem Fürstentum 'Österreich ob der Enns' zugerechnet. Während der Napoleonischen Kriege war der Ort mehrfach besetzt.
Seit 1918 gehört der Ort zum Bundesland Oberösterreich. Nach dem Anschluss Österreichs an das Deutsche Reich am 13. März 1938 gehörte der Ort zum „Gau Oberdonau“. Nach 1945 erfolgte die Wiederherstellung Oberösterreichs.

### Bevölkerungsentwicklung
Die Gemeinde hat aktuell 5.071 Einwohner (Stand 2014). Seit den 1950er Jahren erhöhte sich die Bevölkerungszahl stärker als im Bezirk Gmunden und in Oberösterreich. Dies ist auf eine positive Geburtenbilanz und eine ebenfalls positive Wanderungsbilanz zurückzuführen.
| Ohlsdorf: Einwohnerzahlen von 1869 bis 2024 | Ohlsdorf: Einwohnerzahlen von 1869 bis 2024 | Ohlsdorf: Einwohnerzahlen von 1869 bis 2024 | Ohlsdorf: Einwohnerzahlen von 1869 bis 2024 | Ohlsdorf: Einwohnerzahlen von 1869 bis 2024 |
| ------------------------------------------- | ------------------------------------------- | ------------------------------------------- | ------------------------------------------- | ------------------------------------------- |
| Jahr                                        |                                             |                                             |                                             | Einwohner                                   |
| 1869                                        | 1869                                        |                                             | 1.887                                       | 1.887                                       |
| 1880                                        | 1880                                        |                                             | 2.008                                       | 2.008                                       |
| 1890                                        | 1890                                        |                                             | 2.082                                       | 2.082                                       |
| 1900                                        | 1900                                        |                                             | 2.188                                       | 2.188                                       |
| 1910                                        | 1910                                        |                                             | 2.380                                       | 2.380                                       |
| 1923                                        | 1923                                        |                                             | 2.230                                       | 2.230                                       |
| 1934                                        | 1934                                        |                                             | 2.267                                       | 2.267                                       |
| 1939                                        | 1939                                        |                                             | 2.443                                       | 2.443                                       |
| 1951                                        | 1951                                        |                                             | 2.602                                       | 2.602                                       |
| 1961                                        | 1961                                        |                                             | 2.526                                       | 2.526                                       |
| 1971                                        | 1971                                        |                                             | 3.057                                       | 3.057                                       |
| 1981                                        | 1981                                        |                                             | 3.768                                       | 3.768                                       |
| 1991                                        | 1991                                        |                                             | 4.179                                       | 4.179                                       |
| 2001                                        | 2001                                        |                                             | 4.527                                       | 4.527                                       |
| 2011                                        | 2011                                        |                                             | 4.878                                       | 4.878                                       |
| 2021                                        | 2021                                        |                                             | 5.324                                       | 5.324                                       |
| 2024                                        | 2024                                        |                                             | 5.340                                       | 5.340                                       |
| Quelle(n): Statistik Austria                |                                             |                                             |                                             |                                             |

## Kultur und Sehenswürdigkeiten
- Siehe auch: Liste der denkmalgeschützten Objekte in Ohlsdorf (Oberösterreich)

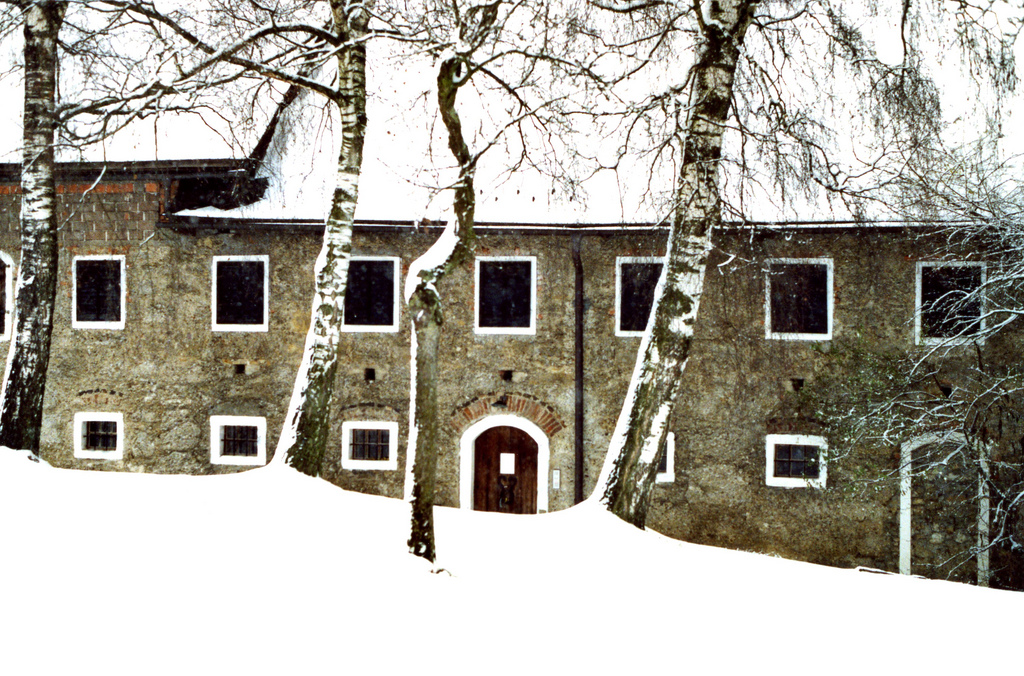
Thomas Bernhards Vierkanthof in Ohlsdorf (im Winter)

- Pfarrkirche St. Martin, eine zweischiffige, gotische Kirche.
- Filialkirche Aurachkirchen
- Maria-Lourdes-Kirche Hildprechting
- Museen:
  - Thomas-Bernhard-Haus: Über 15 Jahre hat der österreichische Schriftsteller Thomas Bernhard den 1965 erworbenen Vierkanthof in Obernathal Nr. 2 restauriert.
  - Das 1. Europäisches Motorrad Trial Museum zeigt eine Bildgalerie der Welt- und Europameister des Trialsports bis 1980 mit den dazugehörigen Motorrädern und historische Trialfilme.
  - Das Schlüsselmuseum ist eine private Ausstellung, die in einem kleinen Raum verschiedene Arten von Schlüsseln präsentiert.
  - Im Feuerwehrhaus der Freiwilligen Feuerwehr Ohlsdorf befindet sich seit 2011 ein kleines Feuerwehrmuseum, welches die Geschichte der Feuerwehr der letzten 120 Jahre zeigt.

## Wirtschaft und Infrastruktur

### Verkehr
Bahn: Der ÖBB-Bahnhof Aurachkirchen wird von Regionalzügen der Salzkammergutbahn von Attnang-Puchheim nach Stainach-Irdning bedient. Die Ausweiche des Bahnhofes wird meist für Zugkreuzungen genutzt.

## Politik
Der Gemeinderat hat 31 Mitglieder.
- Mit den Gemeinderats- und Bürgermeisterwahlen in Oberösterreich 2003 hatte der Gemeinderat folgende Verteilung: 17 SPÖ, 12 ÖVP und 2 FPÖ.
- Mit den Gemeinderats- und Bürgermeisterwahlen in Oberösterreich 2009 hatte der Gemeinderat folgende Verteilung: 14 ÖVP, 12 SPÖ und 5 FPÖ.
- Mit den Gemeinderats- und Bürgermeisterwahlen in Oberösterreich 2015 hatte der Gemeinderat folgende Verteilung: 15 ÖVP, 8 SPÖ und 7 FPÖ.
- Mit den Gemeinderats- und Bürgermeisterwahlen in Oberösterreich 2021 hat der Gemeinderat folgende Verteilung: 11 ÖVP, 8 SPÖ, 7 FPÖ und 5 GRÜNE.[4][5]

### Bürgermeister
- 1945–1955 Alois Maxwald (ÖVP)
- 1955–1973 Karl Radner (ÖVP)
- 1973–1982 Johann Asamer (ÖVP)[6]
- 1982–1989 Johanna Preinstorfer (ÖVP)[7]
- 1989–1991 Franz Fürtbauer (ÖVP)
- 1991–1991 Herbert Peiskammer (ÖVP)
- 1991–1992 Ernst Spitzbart (SPÖ)
- 1993–2009 Wolfgang Spitzbart (SPÖ)
- 2009–2021 Christine Eisner (ÖVP)
- seit 2021 Ines Mirlacher (SPÖ)

### Wappen
Blasonierung: Gespalten; rechts in Blau eine silberne, an einem silbernen Glockenbalken („Joch“) hängende Glocke mit einem silbernen Klöppel; links in Silber ein roter Balken, belegt mit einer silbernen, mit einer rechten Stufe gebrochenen Leiste, oben balkenweise drei rote, sechsstrahlige Sterne, unten ein roter, achtstrahliger Stern. Die Gemeindefarben sind Blau-Weiß.
Das Gemeindewappen wurde 1977 verliehen. Die Glocke verweist darauf, dass die Filialkirche in Aurachkirchen die vermutlich ältesten Glocken der Diözese Linz beherbergt, die etwa aus dem Jahr 1280 stammen. Der rote Balken mit den Sternen entstammt dem Familienwappen eines Zweiges der Thalheimer, deren Stammsitz sich in Unterthalham befand.

## Persönlichkeiten

### Söhne und Töchter der Gemeinde
- Maria Maxwald (* 1965), Provinzialoberin der Don-Bosco-Schwestern in Österreich
- Erna Putz (* 1946), Theologin, schrieb eine Biografie über den Kriegsdienstverweigerer Franz Jägerstätter
- Max Nagl (* 1960), Musiker, Saxophonist, Bandleader und Komponist
- Christa Sommerer (* 1964), Medienkünstlerin und Professorin an der Universität für künstlerische und industrielle Gestaltung Linz

### Personen mit Bezug zur Gemeinde
- Thomas Bernhard (1931–1989), österreichischer Schriftsteller, besaß ab 1965 einen Vierkanthof in Ohlsdorf
- Karl Ignaz Hennetmair (1920–2018), Immobilienmakler, wurde Nachbar von Thomas Bernhard, vermittelte den Hof in Ohlsdorf an ihn
- Johanna Preinstorfer (* 1929), Landtagspräsidentin und Bürgermeisterin von Ohlsdorf
- Martina Pühringer (* 1956), Landwirtin und Landtagsabgeordnete, Vizebürgermeisterin von Ohlsdorf
- Michael Pammesberger (* 1965), österreichischer Karikaturist, lebte in Ohlsdorf.